# Burg Söflingen
Die Burg Söflingen ist eine abgegangene Burg im Stadtteil Söflingen der Stadt Ulm in Baden-Württemberg.
Von der 1270 erwähnten nicht mehr lokalisierbaren Burg, die zeitweise im Besitz des Klosters St. Elizabeth war, ist nichts mehr erhalten.